# 尼瓦捷爾諾波爾足球會
尼瓦捷爾諾波爾足球會（烏克蘭語：Футбольний Клуб «Нива» Тернопіль）是一支位於烏克蘭捷爾諾波爾的職業足球會，目前於烏克蘭足球甲級聯賽角逐。

## 外部連結
- Official Web Site （页面存档备份，存于）(Ukrainian)